# Ventos do oeste

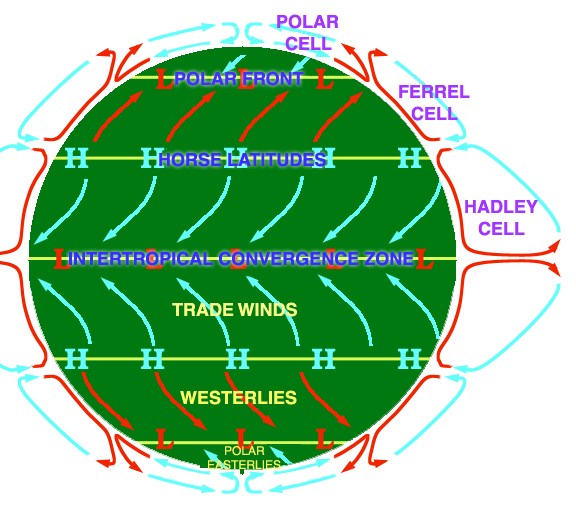
A circulação atmosférica, mostrando nas latitudes médias os ventos do oeste (westerlies)

Os ventos do oeste, também conhecidos como contra-alísios ou  corrente ocidental  (na forma inglesa, westerlies), são ventos prevalentes nas latitudes médias (entre as latitudes 30º e 60º) e que sopram de áreas de alta pressão em zonas subtropicais para os polos. Os ventos são predominantes do sudoeste no Hemisfério norte e do noroeste no Hemisfério sul. Deslocam-se acima dos ventos alísios e em sentido oposto a estes. 
Juntamente com os alísios, os ventos do oeste permitiram as viagens das caravelas nas rotas de comércio do Atlântico, entre a Europa e as colônias da América do Sul e do Índias Ocidentais, em ambos os sentidos.  
Os ventos do oeste podem ser particularmente fortes, especialmente no Hemisfério sul, onde há menos terras emersas nas latitudes médias para causar a fricção de relevo e consequentemente reduzindo a velocidade dos ventos. Os ventos do oeste mais fortes nas latitudes médias podem vir dos quarenta rugidores, as áreas entre as latitudes 40° e 50° de latitude.
Os ventos do oeste têm um papel importante em carregar águas e ventos quentes e equatoriais para as costas oestes dos continentes, especialmente no Hemisfério sul, onde há mais oceanos do que terras emersas.
No Hemisfério sul, por causa da condições nebulosas e tempestuosas, é normal referir-se aos ventos do oeste como "Quarenta rugidores", "Furiosos cinquenta" e "Uivantes sessenta", de acordo com as variações da latitude.